# Giovanni Gigante
Giovanni Gigante (* 27. Februar 1843 in Neapel; † 15. Oktober 1908) war ein italienischer römisch-katholischer Geistlicher und Weihbischof in Lecce.

## Leben
Giovanni Gigante empfing am 23. Dezember 1871 das Sakrament der Priesterweihe. 
Am 5. Februar 1898 ernannte ihn Papst Leo XIII. zum Titularbischof von Hemeria und zum Weihbischof in Lecce. Der Sekretär des Heiligen Offiziums, Lucido Maria Kardinal Parocchi, spendete ihm am 20. Februar desselben Jahres die Bischofsweihe.